# アメリカザリガニ (お笑いコンビ)
アメリカザリガニは、松竹芸能所属のお笑いコンビ。声優としても活動している。1994年結成。略称は、アメザリ。M-1グランプリ2001・2002・2003ファイナリスト。

## メンバー
2人とも大阪府枚方市出身で、中学・高校の同級生同士である。
柳原 哲也（やなぎはら てつや、1972年9月1日 - ）（52歳）
ツッコミ担当、立ち位置は向かって左。
出生地は滋賀県八日市市（現在の東近江市）。大阪府立長尾高等学校、大阪経済大学卒業。血液型O型。身長170 cm、体重78 kg。独身（未婚）。衣装の色は赤。
「由来は母は「彬」という名前にしたかったが、父の名前の音読みから付けられたという。
出生時は真っ黒で毛むくじゃらで熊のようだったという。
小学校に入学するまでは家の周囲が山だらけだったことから、虫を捕まえることに命を懸けていたという。
小学校時代は2003年時点とあまり変わらず、声がでかくて元気な子供だったという。留守家庭児童会に入り、小学1年生から4年生までが兄弟のようにして楽しかったという。小学6年生の時は、声がでかく女子とも仲が良く目立つ子供だったことから、無視されたりイジメのようにあったという。この頃から漫画『キャプテン翼』が流行しており、サッカーのとりこになったという。
中学時代はサッカー一色で人生はサッカーありきだったことから、サッカーとお笑いとアニメの日々だったという。運動会のリレーで4人抜きをしたり、人気者だったという。
高校時代に印象に残っているのは高校3年生の時に応援団長をしていたこと、文化祭の司会もしていた。その時もモテモテで高校3年生がピークだったという。
高校卒業後は一浪して勉強しており、大学進学後、サッカーサークルに所属。数学の塾の教師をながら他のアルバイトもしていた。
お笑いを始めたのは後述のとおり、相方は就職が決まっていたことから誘ったからである。また天職と思ったことから芸人になったという。
年に4回オーディションがあったことから松竹芸能に所属したという。
ハイトーンでハイテンションな突っ込みをする。
特徴的なハイトーンボイスを生かして、アニメ、ゲームで声優としても活躍。
趣味・特技はアニメ、漫画、ゲーム、サッカー、ゴルフ。
理科系で団体競技が得意。
好きな芸人、尊敬する芸人は明石家さんま、桂枝雀。
平井 善之（ひらい よしゆき、1973年3月12日 - ）（52歳）
ボケ担当、立ち位置は向かって右。
出生地は兵庫県宝塚市。大阪府立長尾高等学校、大阪デザイナー専門学校卒業。血液型A型。身長173 cm、体重78 kg。独身。衣装の色は青。
名前の由来は、母の好きな芸能人から取ったという。
出生時は2400gぐらいの未熟児だったことから、保育器に入れなければいけなかったが、逃げ出せたという。
子供の時は、いつも違うところを見ていたという。カメラの前で踊ったりするのが快感だったという。
小学校時代は祖母の田舎に行って、河原のススキを燃やしたり、ソリで遊んで杉の木を3本倒したり、川で溺れて助けられたりしたこともあったという。イノシシを挑発して逃げて遊んでいたという。
中学時代は人物とあまり話さなくなり、当時はパソコンとゲームに夢中だったという。パソコンのチャットで知り合った人物とオフ会で出会ったところ、医者、大学院生ばかりでその中で混じっていたという。
高校時代はパソコンとゲームは相変わらずで原動機付自転車でゲームセンターに行っていた。当時は「ダルダル」に包まれていたという。「ダルダル打破計画」の第1弾で高校3年生の末期に初めて彼女ができたという。
高校卒業後、「ダルダル打破計画」の第2弾でデザインの専門学校に通っていた。当時は自立する必要があり、学費も自分で捻出していたことから、アルバイトをしていた。好きなことをしようとグラフィックだったという。当時は漫画家、アニメーターになろうとしていたという。
お笑いを目指したきっかけは専門学校卒業の頃、相方に「ええよ」と誘われて、就職の内定を蹴ったという。働く前に「おもしろいからもう少し遊んどこかな」と思って、そのまま続いて職業になったという。それぐらい、自分を表現するお笑いが新鮮だったという。誘われるまでお笑いのことは無知だったことから、芸人になったか、分からないという。お笑い興味がなかったことからお笑い系の番組は『4時ですよーだ』しか知らなかったという。またお笑いをやることは「ダルダル打破計画」の最終段階だったという。
偶々募集していたため、松竹芸能に所属したという。
2012年12月3日、ゲーム業界をユーザー視点で盛り上げることを目的とし設立された団体・日本ゲームユーザー協会(JGUA) の会長に就任した。
2007年1月13日に元タレントの江川有未と結婚するも、2016年末に有未から離婚を切り出され、その後僅か1か月でスピード離婚したことを2017年3月28日夜に行われた松竹芸能新宿角座でのライブ後の取材にて明かした。離婚の原因は平井曰く「お互いの趣味の相違」であるという。
後述するコンビでのバーチャルYouTuber（VTuber）活動のほか、個人でも「アメザリひらい」としてVTuber活動を行っており、様々なVTuberとのコラボ企画を数多く配信している。
バリトンボイスで少しやる気の無い感じが味わいとなっているボケである。
趣味・特技はアニメ、漫画、ゲーム、IT、VR。
文科系で個人競技派。
好きな芸人、尊敬する芸人はダウンタウン、高田純次。

## 経歴
- 出会いは中学1年生の時、同じクラスだったという[16]。高校時代に一緒になって、席が隣同士で、立ち位置が同じで高校1、2年生で同じクラスだったというのが、決定的な要因で2人の共通点がアニメとお笑いだったという[16]。
- ラグビー部にいた仲間3人らと20歳の時にお笑いユニットを結成[16]。当初は「劇団アメリカザリガニ」という5人組だった[1]。大学3年生の時の1994年に現在のメンバーで本格的に活動を始める[1][16]。コンビ名の由来は子供の頃に捕獲していた生き物で名前を省略できるところからきている[8]。しかし、素人時代に適当に付けたところ、そのままずっとやらなければいけないようになってしまったという[9]。
- 『爆笑オンエアバトル』では16勝全勝、最高517KBを記録。チャンピオン大会には3回出場し、1999年度の第2回では本選に進んでいる。
- 『M-1グランプリ』では2001年の第1回から出場し、3年連続で決勝進出。2001年大会では4番目に登場し、当時のボーダーラインである暫定2位の座を維持し続けたが、最後に登場したハリガネロックに逆転され、最終決戦には進めなかった。続く2002年大会では最下位になり、2003年大会でも松本人志や島田紳助から最低評点を受けて7位に終わった。
- 2008年、第6回『MBS新世代漫才アワード』にて優勝を果たす。吉本興業以外に所属するコンビとしては初の優勝となった。
- 東京・松竹芸能新宿角座において、同劇場が開業した月より定期ライブ「アメザリノライブ」（2011年5月28日 - ）をほぼ月1回継続中[17]。
- 2015年11月11日に松竹芸能新宿角座で開催した「アメリカザリガニ独演会」をニコニコ生放送で配信した。松竹芸能初の試みであり、漫才のお題を視聴者のコメントで募集して即興で披露するといった生配信ならではの企画も行われた[18][19]。
- 2018年10月、Virtual Castを利用してバーチャルYouTuberとして漫才を披露[20]、その余勢を駆って2019年1月には同じくバーチャルYoutuberとして「NHKバーチャルのど自慢」にも出演した。
- 元々は漫才の衣装は特に決まっていなかったが、近年では柳原が赤、平井が青の衣装を着ることが多い。

## 賞レース成績・受賞歴など

### M-1グランプリ
2001年では結成年が「1995年」とされていたが、2002年での決勝戦進出の際に「1994年」に修正された。
| 年     | 結果    | エントリーNo. | 決勝戦キャッチコピー | 備考                             |
| ------ | ------- | ------------- | -------------------- | -------------------------------- |
| 2001年 | 決勝3位 | 1118          | 3オクターブの衝撃    | 当時の規定により最終決戦に進めず |
| 2002年 | 決勝9位 | 1751          |                      |                                  |
| 2003年 | 決勝7位 | 1888          | 3度目の正直          |                                  |

### 爆笑オンエアバトル チャンピオン大会
| 回（年）        | 結果               | 備考              |
| --------------- | ------------------ | ----------------- |
| 第2回（2000年） | 本選4位            | 予選1組目 5位通過 |
| 第3回（2001年） | セミファイナル敗退 | Aリーグ 6位       |
| 第4回（2002年） | セミファイナル敗退 | Bブロック 6位     |

### その他（成績・受賞歴）
- 1998年 第19回ABCお笑い新人グランプリ 審査員特別賞
- 1998年 第28回NHK上方漫才コンテスト 最優秀賞
- 1998年 第27回上方お笑い大賞 銀賞
- 1999年 第34回上方漫才大賞 新人賞
- 2002年 第31回上方お笑い大賞 最優秀技能賞
- 2003年 第38回上方漫才大賞 奨励賞
- 2008年 第6回MBS新世代漫才アワード 優勝
- 2010年 世界卓球 CM アワード 2010 奨励賞（平井）
- 2010年 ザ・エンタのニコニコカーペット 優勝
- 2011年 日清食品 THE MANZAI 2011 本選サーキット敗退
- 2024年 THE SECOND 〜漫才トーナメント〜2024 選考会敗退

## 出演

### 出演番組

#### テレビ
- おとうさんといっしょ（2013年3月24日・3月31日・4月7日 - 2021年3月 NHK BSプレミアム、2021年4月11日 - 現在 NHK Eテレ）- シュッシュ（柳原：声・操演）
- Japan in Motion（フランス語版）（2014年2月25日 - 、Nolife・テレビ新広島ほか） - リポーター
- データなび 世界の明日を読む（2015年10月3日 - 、NHK総合） - データキング（柳原：声の出演）
- ウェルカム!よきまるハウス（NHK Eテレ、2022年8月8日 - 、シュッシュ）
- スゴEフェス2023（NHK Eテレ、2023年11月13日 - 11月25日、シュッシュ）

#### インターネット
生放送番組
- おとなもおもちゃ（2013年3月25日 - 、ニコニコ生放送） - 平井のみ
- スーパーピコピコクラブ（2013年6月20日 - 、ニコニコ生放送ほか）
- カプコンTV!（2014年6月18日 - 、ニコニコ生放送ほか） - 平井のみ
- 電人☆ゲッチャ!（2014年9月4日 - 、ニコニコ生放送） - 柳原のみ
- ホッカホカだね　Vジャンプ！（2016年5月23日 - 、ニコニコ生放送）- 平井のみ
- せがあぷニコ生（2016年5月25日 - 、ニコニコ生放送）- 柳原のみ
- 『23/7 トゥエンティ スリー セブン』バース7放送局（2018年1月11日 - 、ニコニコ生放送 ほか） - 平井のみ
- 『シュタインズ・ゲート ゼロ』未来ガジェット研究所 アベマ支部（2018年5月9日 - 、AbemaTVアニメ2）柳原のみ
- どっとライブの「TOKYO IDOL STADIUM 2020」（2020年6月9日 - 、REALITY）- 平井のみ

オンデマンド配信
- でんぱ組.inc 成瀬瑛美がアゲアゲでマンガを紹介する番組（2015年5月22日 - 、フジテレビオンデマンド） - 柳原のみ
- ザリパイ先生のゲームやりたい!!（2015年7月17日 - 、YouTube・Vジャンプチャンネル） - ザリパイ先生（平井）

### 過去の出演番組

#### テレビ
レギュラー出演
- 熱中ホビー百科（1997年4月 - 1998年1月、NHK教育）
- たかじん胸いっぱい（関西テレビ） - 準レギュラー
- らくらぶ。（2000年10月 - 2001年3月、KBS京都）
- ぶらっち（2001年4月 - 2001年9月、関西テレビ）
  - ぶらりプチ京都（2001年10月 - 2002年6月、関西テレビ）
  - 遠足TV!（2002年7月 - 2003年4月、関西テレビ）

- ウイークリーシアター（関西テレビ）
- 最後の晩餐（ - 2002年3月25日、よみうりテレビ） - 平井のみ
- BAN!BOO!ぱいん!!（2002年4月1日 - 2003年3月26日、よみうりテレビ）
- にっぽん愉快家族（2002年4月 - 、NHK総合） - 準レギュラー
- お笑いフィナンシャルJAPAN（2002年4月 - 、CSフジテレビ721） - 隔週レギュラー
- 百万馬力「ますおか＆アメザリの無茶修行」（2002年7月 - 2002年9月、朝日放送）
- 笑瓶+オセロのV・I・ぴ〜（2003年10月 - 2004年4月、朝日放送）
- おしゃべりブランチ（朝日放送） - 「ブランチ探検隊」リポーター
- シブスタ S.B.S.T（2004年4月1日 - 2005年3月31日、テレビ東京） - 木曜レギュラー
- わいど!ABC（朝日放送） - 「アメザリ不動産」コーナー
- ますだおかだ角パァ!（2004年4月 - 、朝日放送）
- まちウケ!（毎日放送）
- はなまるマーケット（TBSテレビ） - 「お悩み解消!アマノ尺」コーナー
- TVチャンピオン（テレビ東京） - 「私にかかってきなさい!」コーナー
- 美少女研究所（2005年10月6日 - 2005年12月22日、テレビ東京）
- あにてれ情報局（テレビ東京） - 司会
- アキバ!AKIBA☆あきば（2006年4月5日 - 2006年9月27日、TOKYO MX）
- マニアの叫び（2007年1月12日 - 2007年3月30日、テレビ東京）
- まつたけちゃん（2008年7月7日 - 、EXエンタテイメント）
- サキよみ ジャンBANG!（2009年4月3日 - 2014年3月28日、テレビ東京） - MC：アメパイ（柳原）、ザリパイ（平井）
- モンハンぷらす 一狩りいこうぜ!（テレビ東京） - MC
- 名作ホスピタル（2011年4月1日 - 2014年3月29日、NHK Eテレ） - 柳原のみ
- 面白い八人。（フジテレビONE） - 柳原のみ
- 韓バラ（2014年4月7日 - 2014年7月28日、TOKYO MX） - ナレーション（柳原）
- VENUS PROJECT TV（2015年7月5日 - 9月27日、TOKYO MX） - MC
- ワラッチャオ!（2013年3月24日・3月28日・10月6日 - 2017年3月26日、NHK BSプレミアム） - ハヤブチャオー（平井：声の出演）
- 夕ぎりゲーム学園（2016年4月4日 - 6月27日、テレビ東京） - ヨッちゃん（平井：声の出演・ゲームの操演、「ザリパイ先生」名義でキャラクターデザイン）、テッちゃん（柳原：声の出演）
- チコちゃんに叱られる!（NHK総合、2021年10月15日） - ナッツ坊やの声（柳原）

その他の主な出演
- 第19回ABCお笑い新人グランプリ (1998年1月15日、「ABCホリデーワイド」枠／朝日放送）
- 爆笑オンエアバトル (NHK）
- オンバト+（NHK総合）
  - オンバト+ PREMIUM（2010年7月30日）
  - オンバト最終章 チャンピオン大会直前 15年間ありがとうスペシャル（2014年3月15日）

- 初笑い東西寄席（NHK総合）
- 笑いがいちばん（2000年5月14日、12月24日、2002年11月3日、2005年7月17日、NHK総合）
- 金曜バラエティー（2005年10月21日、2008年1月25日、2009年11月20日、NHK総合）
- バラエティー生活笑百科（2014年11月15日、2015年5月23日・11月7日、NHK総合）
- 上方演芸ホール（NHK大阪放送局）
- 西方笑土（NHK大阪放送局）
- デジタル・スタジアム（NHK BS2） - 2005年度プレゼンター
- 24時間テレビ 「愛は地球を救う」（日本テレビ）
- エンタの神様(2004年1月24日、4月17日、日本テレビ） - キャッチコピーは「松竹芸能のスプリンター」
- 天〜ten〜 お笑い芸人仁義なき頂上決戦SP（2002年8月24日、TBSテレビ）
- ウッチャンナンチャンお笑いバトル（2003年12月30日、2004年8月27日、TBSテレビ）
- ウンナン極限ネタバトル! ザ・イロモネア 笑わせたら100万円（TBSテレビ）
- 王様のブランチ（2008年10月 - 、TBSテレビ） - 「笑いの王様」コーナー
- お笑いDynamite!（2008年12月28日、2009年5月3日、12月29日）（TBSテレビ） - キャッチコピーは「ハイテンションブギ」「ハイテンション漫才」
- お笑いメリーゴーランド 第3回（2009年1月6日、TBSテレビ）
- アメリカザリガニの「クイズまるまる・まる暗記」（2005年、CS TBSチャンネル）
- アメリカザリガニの「ハイトーンボイスで眠れない！」（CS TBSチャンネル）
- アメリカザリガニのスポっち！Inグアム（2007年、CS TBSチャンネル）
- アメリカザリガニVS60分漫才（2009年4月3日、毎日放送）
- イエヤス（CBCテレビ）
- タモリの超ボキャブラ天国（フジテレビ） - キャッチコピーは「ミナミの赤い爪」
- daiba:ba（フジテレビ）
- ブレイクもの!（フジテレビ）
- 森田一義アワー 笑っていいとも!（フジテレビ）
- とんねるずのみなさんのおかげでした（フジテレビ）
- 美女の湯(2003年4月、フジテレビ) → 美女のゲレンデ(2004年3月、フジテレビ)
- FNS27時間テレビ（2002年・2003年、フジテレビ） - 爆笑ヒットパレードに出演。
- 爆笑レッドカーペット（2008年11月5日、フジテレビ） - キャッチコピーは「釣り上げてくれるのを待ってます」
- お願い!ランキング（テレビ朝日）
  - 歌うま芸能人オーディション（柳原） - 関ジャニの仕分け∞に出演。
  - 美デッサンオーディション（平井） - 中居正広のミになる図書館に出演。

- 今夜はちょっと気晴亭（朝日放送）
- さまぁ〜ずの若手で笑っちゃったよ!2（2002年7月、テレビ東京）
- 芸能人専用タクシー し〜たく（テレビ東京）
- Hi! Hey! Say!（テレビ東京） - 柳原のみ
- アニソンぷらす（テレビ東京）
- フィッシング倶楽部（テレビ埼玉）
- 白黒アンジャッシュ（千葉テレビ） - ゲスト出演のほか、平井が製作したFlashアニメが2010年9月から2011年12月まで番組のオープニング映像として使用された。
- 声優生電話（NOTTV） - 柳原のみ
- 牙狼〈GARO〉金狼感謝祭2016生放送 (2016年11月23日、ファミリー劇場HD) - 司会(柳原)
- 演芸図鑑（NHK総合）

#### ラジオ
- WBS爆裂! スクランブル!（1996年 - 1999年、和歌山放送）
- SNK 一撃! ネオラジオ（毎日放送）
- スレッドキングABC（2000年10月 - 2009年7月4日、朝日放送）
- allnightnippon-r 芸人魂〜dead or alive〜（2003年2月・3月、ニッポン放送） - 3週勝ち抜きでオールナイトニッポンのパーソナリティ権を獲得し、「アメリカザリガニのallnightnippon-r」を放送した。

#### インターネット
生放送番組
- オオサカチャンネル（ - 2002年3月末、毎週土曜24:00 - 25:00 ※配信サイトも終了）
- アメリカザリガニのアイドル★チェキ!II（2009年3月 - 8月、GyaOジョッキー）
- 石田晴香(AKB48)＆アメザリ柳原のニコニコクリエイティ部！（2011年5月31日 - 2011年10月4日、ニコニコ生放送） - 柳原のみ
- 任天堂スーパーマリオメーカー「つくる王」「あそぶ王」への道（2016年1月18日、ニコニコ生放送）- 平井MC
- 『シビル・ウォー／キャプテン・アメリカ』禁断の戦い＆『スパイダーマン2』テレビ実況（2016年4月29日、ニコニコ生放送）- 平井MC
- 任天堂『ショベルナイト』でしゃべらNight!（2016年6月29日、ニコニコ生放送）-平井MC
- DMM　GAMES『アイドルうぉーず～100人のディーバと夢見がちな僕～』（2016年6月30日、ニコニコ生放送）- 平井MC
- 5pb.祭り2016（2016年7月3日、ニコニコ生放送）-柳原MC
- BLEACH Brave Souls1周年記念 "卍解"生放送！（2016年7月23日、ニコニコ生放送）- 平井MC
- LEVEL5　FAN NIGHT（2016年7月27日、ニコニコ生放送）- 平井MC
- 創刊2周年記念「ジャンプ＋フェス2016」ニコ生特番（2016年9月22日、ニコニコ生放送）- 平井MC
- レベルファイブ TV in 闘会議（2016年10月20日-、ニコニコ生放送）- 平井MC

ネットラジオ
- おしゃべりやってまーす（K'z Station）
  - 日曜バンブーチャンネル（2004年9月 - 2007年3月）
  - 金曜バンブーチャンネル（2007年4月 - 2009年4月）
  - 第6放送（2009年4月 - 2011年9月）
  - 第4放送（2012年5月 - 2013年10月17日） - 柳原のみ
  - 元祖おしゃべりやってま〜す くどいヨ!全員集合（2013年11月9日 - 2015年3月28日） - 柳原のみ

### アニメ
テレビアニメ
- Dr.リンにきいてみて!（2001年3月5日 - 2002年2月25日、テレビ東京） - タコヤキ（柳原）
- こちら葛飾区亀有公園前派出所（フジテレビ）
  - 第219話「魔法のヤカン」（2001年10月28日） - 魔法のヤカン（柳原）
  - 第269話「飛べ! ショルダーコプター」（2002年12月22日） - チャッピー（柳原）、アホースタン国王（平井）

- ボンバーマンジェッターズ（2002年10月2日 - 2003年9月24日、テレビ東京） - ガング（柳原）、ボンゴ（平井）
- おねがいマイメロディ（2005年4月3日 - 2006年3月26日、テレビ大阪） - 飛田（柳原）
- 天才? Dr.ハマックス（2007年、ファミリー劇場） - 社長（柳原）、ペンギン（平井）
- 家庭教師ヒットマンREBORN!（2007年5月12日 - 2010年9月23日、テレビ東京） - スカル（柳原）
- 遊☆戯☆王5D's（2008年4月23日 - 、テレビ東京） - イェーガー（柳原）
- 夏目友人帳 第五話「心色の切符」（2008年8月4日、テレビ東京） - さんと（平井）、みくり（柳原）
- 獣の奏者 エリン（2009年1月10日 - 12月26日、NHK教育） - モック（柳原）
- イナズマイレブン（2009年11月4日 - 2009年11月11日、テレビ東京） - ネッパー（柳原）、ボンバ（平井）
- はなかっぱ（NHK教育） - カラバッチョ（柳原）、ももかっぱの父（柳原）、つねなりの父（平井）
- ジュエルペット てぃんくる☆（2010年6月19日 - 2010年10月2日、テレビ東京） - アイアムペン（柳原）
- クッキンアイドル アイ!マイ!まいん!（NHK教育） - スカラベ（柳原）
- ひめチェン!おとぎちっくアイドル リルぷりっ（テレビ東京） - 魔法の鏡（柳原）
- あらしのよるに 〜ひみつのともだち〜（2012年4月18日 - 2012年9月26日、テレビ東京） - ザック（柳原）
- 探検ドリランド 第5話「秘石を追え! 闇タンバリン、ヤーダス!」（2012年11月24日、テレビ東京） - ヤーダス（柳原）
- 探検ドリランド -1000年の真宝- 第20話「（2013年4月6日 - 2014年3月29日、テレビ東京） - メッキ（柳原）
- ビーストサーガ（2013年、テレビ東京） - マンタレイ（柳原）
- ガイストクラッシャー（2013年10月2日 - 2014年7月16日、テレビ東京） - 油屋デン助（柳原）
- Go!Go!家電男子（2013年、ひかりTV） - たこ焼き器（平井）
- ドラゴンコレクション（2014年8月25日 - 2015年3月16日、テレビ東京） - ブラン・モン（柳原）
- 遊☆戯☆王ARC-V 第98話「ひとつの道へ」（2016年3月27日、テレビ東京） - イェーガー（柳原）
- B-PROJECT 〜鼓動*アンビシャス〜 第10話「BIRTHDAY」（2016年8月28日？）- プロデューサー（柳原）
- カミワザ・ワンダ（2016年、TBSテレビ）- パン田竹蔵（柳原）
- 抱かれたい男1位に脅されています。 第8話「ず、ずらすな、海パンずらすな。」（2018年11月24日？）- ポリネシアンダンサー（柳原）
- あはれ!名作くん（2019年、NHK教育） - 中村（柳原）、佐藤（平井）
- キン肉マン 完璧超人始祖編（2024年7月7日 - 2025年1月12日、TBS）- 中野和雄（柳原）
- 妖怪学校の先生はじめました!（2024年、TOKYO MXほか） - 小さいおじさん（柳原）

劇場アニメ
- サウスパーク/無修正映画版（1999年、パラマウント映画） - エリック・カートマン（柳原）、シェフ（平井）
- あらしのよるに（2005年、東宝） - ビッチ（柳原）、ザク（平井）
- 10thアニバーサリー 劇場版 遊☆戯☆王 〜超融合!時空を越えた絆〜（2010年、NAS） - アメパイ（柳原）、ザリパイ（平井）
- グスコーブドリの伝記（2012年、ワーナー・ブラザース映画） - 世界裁判所の羊男（柳原）
- カラフル忍者いろまき（2016年） - 橙巻 役（柳原）

OVA
- 新テニスの王子様OVA3 伝説を継ぐ者たち（2012年） - 原哲也（柳原）、平善之（平井）
- 一発必中!! デバンダー（2012年） - ウルテ・ミノ（柳原）、プップギ・バリ（平井）
- 新テニスの王子様 OVA vs Genius10（2014年） - 原哲也（柳原）、平善之（平井）

Webアニメ
- イナズマイレブン アウターコード（2016年） - 熱波夏彦（柳原）、本場激（平井）

### ゲーム
- つっこみ養成ギプス ナイス★ツッコミ（2002年7月12日、メトロ）
- ボンバーマンジェッターズ（2002年12月19日、ハドソン） - ガング（柳原）、ボンゴ（平井）
- レイトン教授と悪魔の箱（2007年11月29日、レベルファイブ） - ハムスター（柳原）、クロイ（平井）[注 5]
- 龍が如く 見参!（2008年3月6日、セガ） - 籠屋（柳原、平井）
- レイトン教授と最後の時間旅行（2008年11月27日、レベルファイブ） - ナゾービー（柳原）、ボストロ（平井）
- 遊☆戯☆王 ファイブディーズ Wheelie Breakers (ウィーリーブレーカーズ)（2009年3月26日、コナミデジタルエンタテインメント） - イェーガー（柳原）
- 遊☆戯☆王ファイブディーズ タッグフォース5（2010年9月16日、コナミデジタルエンタテインメント） - イェーガー（柳原）
- 遊☆戯☆王5D's Duel Transer（2011年4月21日、コナミデジタルエンタテインメント） - イェーガー（柳原）
- 遊☆戯☆王ファイブディーズ タッグフォース6（2011年9月22日、コナミデジタルエンタテインメント） - イェーガー（柳原）
- イナズマイレブン ストライカーズ（2011年7月16日 - 2012年12月20日 、レベルファイブ） - ネッパー（柳原）、ボンバ（平井） - 3作品[注 6]
- 二ノ国 白き聖灰の女王（2011年11月17日、レベルファイブ） - ニコ（平井）、プッチ（柳原）
- ガイストクラッシャー（2013年12月5日、カプコン） - 油屋デン助（柳原）
- ブレイブリークロニクル（2016年8月、ハンゲーム） -シア（平井）・ゼフィ（柳原）
- スーパーボンバーマン R（2017年3月3日、コナミデジタルエンタテインメント）- マグネットボンバー（柳原）、ゴーレムボンバー（平井）[30]
- ファンタジーライフi グルグルの竜と時を盗む少女（2025年5月22日、レベルファイブ） - ポーロ（柳原）

### テレビドラマ
- まいど!!こちら情報喫茶でおま。（2008年10月5日 - 2010年3月2日、ホームドラマチャンネル）
- トミカヒーロー レスキューフォース 第40話（2009年1月10日、テレビ東京） - 広報官 役
- 連続テレビ小説 マッサン 第32話・第34話（2014年11月4日・6日、NHK） - ムネさん 役（平井）
  - スピンオフドラマ・後編『たそがれ好子〜女三人寄れば姦(かしま)しい〜』（2015年5月2日、NHK BSプレミアム）
- 魔進戦隊キラメイジャー エピソード38（2021年1月10日、テレビ朝日） - ムシバ邪面（柳原：声の出演）[31]
- 爆上戦隊ブンブンジャー バクアゲ31（2024年9月29日、テレビ朝日） - トケイグルマー・セカンズ（柳原：声の出演）[32]

### 映画
- ウルトラマンメビウス&ウルトラ兄弟（2006年、松竹）[注 7]
- ヤッターマン（2009年、松竹） - 1カットほど出演していたのだが、出演シーンはカットされている（2009年3月7日放送の「スレッドキングABC」にてこの事が語られている。）[注 8]。
- 牙狼-GARO- 〜蒼哭ノ魔竜〜（2013年、東北新社） - エサルト（柳原：声の出演）
- はなかっぱ 花さけ!パッカ〜ん♪ 蝶の国の大冒険（2013年、東宝） - カラバッチョ（柳原：声の出演）

### CM
- テレビ東京系 ボンバーマンジェッターズ（2002年） - ガング（柳原）、ボンゴ（平井）
- 資生堂 uno（2005年）
- カプコン モンスターハンターG (Wii)（2009年） - アイルー（柳原）、プーギー（平井）
- カプコン モンスターハンター4 「3匹の子ブタ」篇（2014年） - 水色の服の子ブタ（柳原）、オオカミ（平井）

### その他の出演
- 「BE」 / SUPERCAR（1999年） - 音楽PV：友人の友人 役（柳原）、友人の友人の友人 役（平井）
- ファミ通ゲームチャンネル（EZチャンネル）
- Xbox 360インサイドXbox（インサイドXbox）
- ハンター日誌2（ファミ通WaveDVD） - 伝説のお笑いハンター（柳原、平井）
- SUDA51'S SDATCHER（小島プロダクション） - スティーボ（柳原）
- いぬまるだしっ（VOMIC） - けんた（柳原）、もっちゃん（平井）
- ボンバーマンジェッターズ『第53話 帰ってきたジェッターズ』（ドラマCD） - ガング（柳原）、ボンゴ（平井）

## ディスコグラフィー

### CD
- ON THE BEACH（2000年3月12日）和歌山放送の企画で製作されたマキシシングル。収録曲のうち、「平井ブルース」を平井が、「おん・ざ・びーち」を柳原が歌っている。
- おもしろ健康百歌vol.10（徳間ジャパン、2001年4月25日）9曲目の「ゴミ・ウエスタン」を歌っており、一度スレッドキングABC内でも流された。
- 泥沼劇場（サイトロン、2002年4月24日）
- 恋はチーズバーガー / I'm the Leader（サイトロン、2002年9月19日）よみうりテレビ「BAN!BOO!ぱいん!!」エンディングテーマ
- 泥沼劇場2（サイトロン、2003年4月23日）
- 泥沼劇場3（サイトロン、2003年10月22日）
- アニソンぷらす×アニメ☆ダンス コレクション（Independent Label Council Japan、2009年7月1日）収録曲のうち、「もってけ！セーラーふく -らき☆すた より-」を平井（キー坊のCV）が、「コブラ -スペースコブラより-」を柳原が歌っている。Amazon.co.jpでMP3版のダウンロード販売あり。

### DVD
- アメリカザリガニ泥沼劇場『西日』（ソニー・ミュージックエンタテインメント、2002年12月18日）
- 爆笑オンエアバトル アメリカザリガニ（NHKソフトウェア、2003年3月19日）
- M-1グランプリ2001完全版 〜そして伝説は始まった〜（R&C、2003年12月17日）一部のみ
- M-1グランプリ2002完全版 〜その激闘のすべて〜（R&C、2003年12月17日）一部のみ
- M-1グランプリ2003完全版 〜M-1戦士の熱き魂〜（R&C、2004年7月14日）一部のみ
- Live! チクる JAPAN TOUR 2004（ソニー・ミュージックディストリビューション、2004年12月22日）一部のみ
- 死球 dead ball 1 〜あなたにも必ず飛んでくるであろう人生の死球〜 よゐこ、安田大サーカス、アメリカザリガニ（徳間ジャパンコミュニケーションズ、2005年1月19日）一部のみ
- エンタの神様ベストセレクション vol.2（バップ、2005年1月26日）一部のみ
- エンタの神様ベストセレクション vol.4（バップ、2005年3月23日）一部のみ
- アメリカザリガニのキカイノカラダDVD（エンターブレイン、2005年3月24日）
- マジ☆ワラ vol.2（フォーサイド・ドット・コム、2005年4月25日）一部のみ
- Shochiku Kadoza Live 松竹角座ライブ（バップ、2005年7月21日）一部のみ
- Live! チクる 笑いのEXPO 2005 〜ULTIMATE SHOCHIKU〜（ソニー・ミュージックダイレクト、2005年12月7日）一部のみ
- ピィース! SPECIAL 天下一武笑会 〜最強!お笑い博多決戦・其の一（ビクターエンタテインメント、2005年12月25日）一部のみ
- 松竹芸能LIVE Vol.7 アメリカザリガニ 〜侵略と愛〜（松竹、2006年10月28日）
- チクる2006スペシャル 松竹芸能お笑い大集合!（ソニー・ミュージックダイレクト、2006年12月13日）一部のみ
- アメリカザリガニのキカイノカラダDVD 2（エンターブレイン、2006年12月20日）
- アメリカザリガニのキカイノカラダDVD 3（エンターブレイン、2006年12月20日）
- アメリカザリガニのキカイノカラダDVD 4（エンターブレイン、2006年12月20日）
- アメリカザリガニのキカイノカラダ 太平洋ゲーム祭（ポニーキャニオン、2009年7月1日）
- アメリカザリガニのキカイノカラダ ヤナギハラゲーム祭（ポニーキャニオン、2009年8月5日）
- アメリカザリガニのキカイノカラダ ヒライゲーム祭（ポニーキャニオン、2009年8月5日）
- アメリカザリガニのキカイノカラダ 奇跡の大復活編！！（ebten専売商品、2011年9月30日）
- ザ・ゲームメーカー 〜サンソフト編〜（Happinet、2010年1月19日）平井のみ
- ザ・ゲームメーカー 〜ジャレコ編〜（Happinet、2010年1月19日）平井のみ
- ザ・ゲームメーカー 〜タイトー編〜（Happinet、2010年3月19日）平井のみ
- ザ・ゲームメーカー 〜アイレム編〜（Happinet、2010年3月19日）平井のみ

### ネットワーク配信
- WARHAWK アメリカザリガニのキカイノカラダ PSN出張版 PART.1（2007年10月3日、PLAYSTATION Store無料配信、SCE）
- WARHAWK アメリカザリガニのキカイノカラダ PSN出張版 PART.2（2007年10月3日、PLAYSTATION Store無料配信、SCE）

### 連載
- ジャン魂G!「ザリマン。」（週刊少年ジャンプ）
- サキよみジャンBANG！発ザリパイ先生の4コマ漫画コーナーDARO！（最強ジャンプ） - 平井制作の漫画作品。2013年に単行本化[33]。
- 業界出遅れ女（2015年9月10日 - 、マンガにしてみた。） - 平井制作の漫画作品[34]。

### その他
- トミカヒーロー レスキューフォース世界最速先取りDVD（「テレビマガジン」2008年4月号付録、講談社）
- GUILD01（2012年5月31日、レベルファイブ） - ニンテンドー3DS用ゲームソフト。平井が制作したゲーム「レンタル武器屋 de オマッセ」を収録。
- TVアニメ宝石商リチャード氏の謎鑑定スペシャルイベントMC